# Fairphone
Fairphone er en social virksomhed med et mål om at udvikle en smartphone der er designet og produceret med minimal skade på mennesker og natur. Firmaet er baseret i Amsterdam, Holland, og er støttet af Waag Society, der er en fond, hvis formål det er at støtte eksperimenter indenfor moderne teknologi. Hovedformålet med at grundlægge Fairphone, var at skabe en mobiltelefon, der ikke indeholdt konfliktressourcer, (der i mobiltelefoner typisk er guld, tin, tantalum og wolfram) og fremstillet under rimelige arbejdsvilkår for alle i produktionen.

## Historie og mission
Fairphone blev grundlagt som en social virksomhed i januar 2013 efter at have eksisteret som kampagne i to et halvt år. Firmets website proklamerer, at deres mission er at "sende en fair smartphone på markedet - en der er designet og produceret såvidt muligt uden at skade hverken mennesker eller natur".Firmaet anerkender imidlertid, at det endnu ikke er muligt at producere en 100% fair telefon, men ved at sigte efter det, kan man øge bevidstheden hos såvel forbrugere som producenter.

## Fairphone FP1

### 2013: Første parti FP1
Projektets indledende produktion blev finansieret af 5.000 forudbestillinge, der blev nået 5. juni 2013., den første produktionsordre på 25.000 enheder blev udsolgt 13. november 2013, næsten en måned før den reviderede midt-december frigivelsesdato.

### 2014: Andet parti FP1U
Efter at det første parti var udsolgt, gik man i gang med at fremstille et andet parti, undervejs blev der ændret et par småting i det oprindelige design. Partiet på 35.000 telefoner blev frigivet til salg 21. maj 2014.

## Fairphone 2
Den 16. juni 2015 blev det offentliggjort at Fairphone 2 var på vej.
Finansieringen foregik ved at man lavede en forudbestillingskampagne, med et mål om 15.000 forudbestillinger, som blev iværksat den 16. juli 2015. Den 30. september 2015 blev målet nået med 17.552 forudbestillinger, hvilket svarede til en finansiering på 9 millioner €.
Telefonen er baseret på en modulær konstruktion, der gør den nem at reparere og opgradere, således at den holder længere og dermed bliver et modstykke mod den udbredte brug af planlagt forældelse.
Den blev sat til salg i december 2015, med en startpris på 525 € (3.900 kr.). Telefonen er den første telefon, der opnår at blive kaldt fairtrade af Max Havelaar Fonden, det gælder dog ikke hele telefonen, men alene det guld der sidder på printpladerne.
Det er planlagt maksimalt at producere 140.000 stykker i 2016 af hensyn til firmaets bæredygtige målsætning.

## Fairphone 3 & 3+
Den 27. august 2019 blev det annonceret, at Fairphone 3 ville blive lanceret med levering i oktober måned samme år,  med en startpris på 450 €. Ligesom Fairphone 2 er Fairphone 3 en modulær telefon. 
I august 2020 blev Fairphone 3+ annonceret som en forbedret udgave af Fairphone 3. En af forbedringerne var blandt andet at 3+ modellen blev produceret af 40% genbrugt plast mod 3 modellens 9%. 

## Fairphone 4
I 2021 udkom Fairphone 4, der som noget nyt blev solgt med en 5 års garanti. Det var også den første Fairphone med 5G. 

## Fairphone 5
Fairphone 5 udkom i 2023 med både et standard Google Android styresystem samt /e/OS, der er en variant uden forudinstallerede Google apps. 

## Tilbehør
Udover telefoner producerer Fairphone også høretelefonerne Fairbuds og Fairbuds XL. 

## Partnerskaber
iFixit annoncerede i april 2014 et partnerskab med Fairphone, hvor de tilbyder ejere vejledninger i hvordan de selv kan reparere deres telefon 
3D Hubs og Fairphone gik i juli 2014 sammen om at tilbyde lokalt producerede 3D-printede etuier, er der kommet andet tilbehør til.

## Ektserne henvisninger
- Wikimedia Commons har flere filer relateret til Fairphone

- Wikimedia Commons har flere filer relateret til Billeder taget med en Fairphone
- Officiel hjemmeside